# Drijfnet (vistechniek)

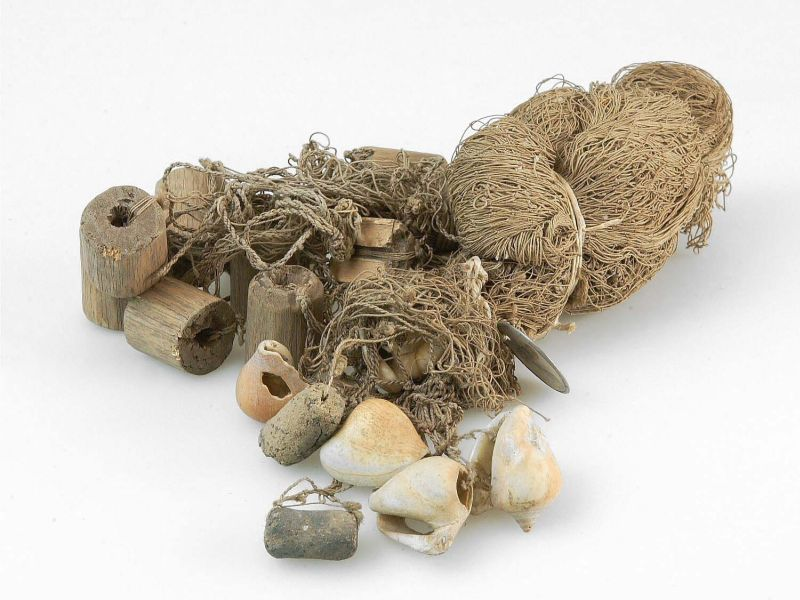
Geknoopt drijfnet (collectie Tropenmuseum)

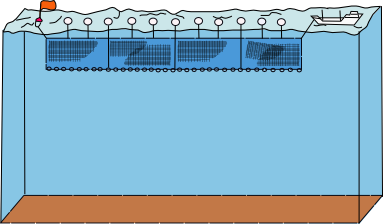
Schematische afbeelding drijfnet op zee

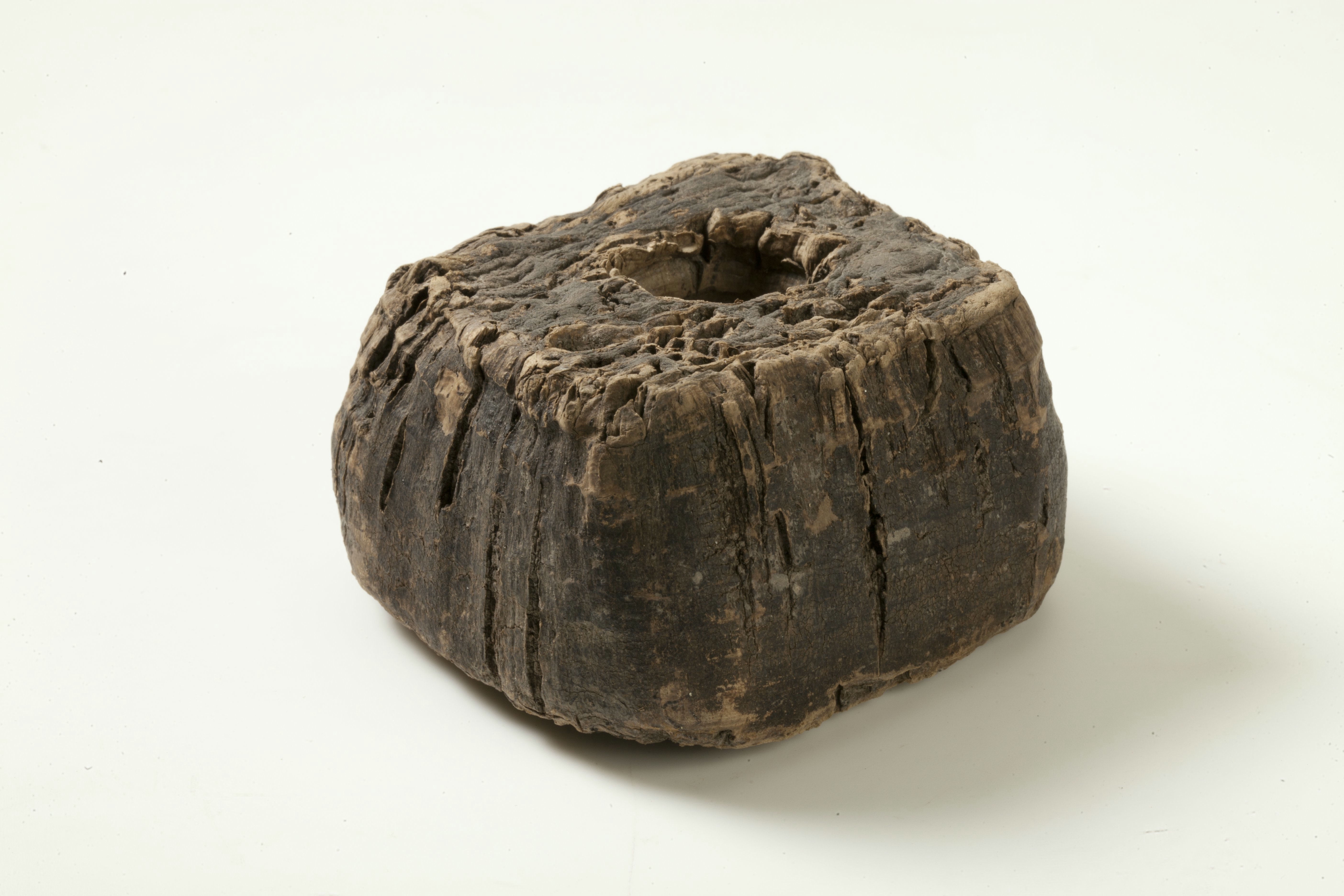
Kurk-drijver van een net in vierkant model met gat voor op de bovenpees

Een drijfnet is een visnet dat als een gordijn in het water hangt, met aan de bovenkant drijvers en aan de onderkant gewichten. De vis wordt gevangen doordat hij met zijn kieuwen in het net blijft hangen. De maaswijdte van het drijfnet bepaalt welke vis wordt gevangen. 

## Techniek
Op rivieren wordt voor de vangst van trekvis een driewandig drijfnet gebruikt, dat met een schuit en een drijfton met de stroom meedrijft. Door de stroomsnelheid maakt het drijfhet een hoek van 45 graden met de bodem van de rivier. Aan beide kanten van het eigenlijke vangnet hangt als een scherm een grofmazig net, de zogenoemde ladderingen.
Op zee staat een enkelwandig drijfnet rechtop in het water. Fijnmazige drijfnetten (vleten) werden vroeger veel gebruikt voor de haringvisserij op de Noordzee. Grootmazige drijfnetten werden veel op de oceanen gebruikt voor de vangst van tonijn, zwaardvis en grote pijlinktvis. De grootste drijfnetten waren ooit 50 kilometer lang en 15 meter hoog. Drijfnetten zijn dodelijk voor allerlei walvisachtigen en andere dieren die naar de oppervlakte moeten om adem te halen, zoals zeeschildpadden.

## Verbod
In 1989 nam de Algemene Vergadering van de Verenigde Naties een resolutie aan om het gebruik van grote drijfnetten in de internationale wateren uit te bannen. Het wereldwijde verbod werd op 31 december 1992 van kracht. Tegelijkertijd werden de lidstaten aangemoedigd om ook in de continentale wateren tot een algeheel verbod van de drijfnetvisserij te komen. Veel grote visserijnaties hebben dit soort maatregelen echter lang tegen kunnen houden. Wel kwam er in 1992 een wereldwijde bepaling dat de netten niet langer mogen zijn dan 2,5 kilometer.

### Europese Unie
In juni 1998 stelde de EU een verbod in op de toepassing van grootmazige drijfnetten in alle EU-wateren. Het ging daarbij vooral om de visserij in de golf van Biskaje en op de Middellandse Zee. Per 1 juli 1998 moest de hoeveelheid drijfnetten met 40% verminderd zijn. Een algeheel verbod werd op 1 januari 2002 van kracht.